# Солачано (Латина)
Солачано је насеље у Италији у округу Латина, региону Лацио.
Према процени из 2011. у насељу је живело 60 становника. Насеље се налази на надморској висини од 55 м.